# František Vláčil
František Vláčil (prononcé en tchèque : [ˈfrantɪʃɛk ˈvlaːtʃɪl]) né le 19 février 1924 à Český Těšín et mort le 28 janvier 1999 à Prague, est un réalisateur, scénariste, peintre et artiste graphique tchèque.

## Biographie
Après avoir été inscrit quelque temps à l'École des arts appliqués de Prague, František Vláčil se décide, de 1945 à 1950, à étudier l'esthétique et l'histoire de l'art à l'université Masaryk de Brno.
Une fois diplômé, en 1951, il s'intéresse de plus près au cinéma qui l'a toujours intéressé et devient scénariste pour des films d'animation d'un studio de Brno.
Pendant son service militaire obligatoire, il devient réalisateur de films pour l'armée tchèque et demeure dans ses rangs jusqu'en 1958. C'est dans ce milieu qu'il fait la connaissance du directeur-photo Jan Čuřík, avec qui il collaborera à de nombreuses reprises au cours de sa carrière. Il rencontre également le réalisateur Karel Kachyňa.
À partir des années 1960, il travaille dans divers groupes et ateliers, entre autres sur des films d'animation où il subit l'influence du cinéaste d'animation Jiří Trnka, mais son principal domaine reste le cinéma.
L’année 1967 marque un tournant dans sa carrière. Il sort son troisième long métrage : Marketa Lazarová, film situé dans le milieu féodal tchèque du milieu du XIIIe siècle qui le propulse instantanément comme l'un des plus grands réalisateurs du cinéma tchèque. L'année suivante, La Vallée des abeilles (Údolí včel) confirme la valeur du cinéaste.
De façon générale, ses films suivants, bien qu'obtenant une audience internationale moins importante, sont salués pour leur qualité artistique et František Vláčil est lauréat de plusieurs prix, dont le Prix du Festival international du Film 1998 à Karlovy Vary ou le prix du Lion tchèque pour sa contribution de longue date à la culture cinématographique mondiale.

## Filmographie partielle
- 1960 : Holubice (La Colombe blanche)
- 1962 : Ďáblova past (Le Piège du diable)
- 1967 : Marketa Lazarová, adaptation du roman de Vladislav Vančura
- 1968 : Údolí včel (La Vallée des abeilles)
- 1969 : Adelheid
- 1972 : Mesto v bílém
- 1973 : Povest o stríbrné jedli
- 1973 : Karlovarské promenády
- 1974 : Praha secesní
- 1975 : Sirius
- 1977 : Dým bramborové nate
- 1978 : Stíny horkého léta (Ombres d'un été torride)
- 1980 : Koncert na konci léta
- 1984 : Pasácek z doliny
- 1984 : Hadí jed
- 1985 : Stin kapradiny (Ombre d'une fougère), adaptation du roman de Josef Čapek
- 1985 : Albert
- 1988 : Mág